# Americana (Neil Young)
| Recensione     | Giudizio |
| -------------- | -------- |
| AllMusic       |          |
| Pitchfork      |          |
| Piero Scaruffi |          |
| Rolling Stone  |          |

Americana è un album discografico del musicista rock canadese Neil Young pubblicato dall'etichetta Reprise Records nel giugno 2012. Album di brani tradizionali della musica popolare statunitense, si tratta della prima collaborazione tra Young e i Crazy Horse sin dai tempi dell'album Greendale e dei tour del 2003 e 2004.

## Tracce
1. Oh Susannah (Stephen Collins Foster; Arrangiamento: Tim Rose) – 5:03
2. Clementine (Traditional; Arrangiamento: Young) – 5:42
3. Tom Dula (Traditional; Arrangiamento: Young) – 8:13
4. Gallows Pole (Traditional; Arrangiamento: Odetta Felious Gordon) – 4:15
5. Get a Job (Richard Lows/Earl Beal/Raymond Edwards/William Horton) – 3:01
6. Travel On (Traditional; Arrangiamento: Paul Clayton/Larry Ehrlich/David Lazar/Tom Six) – 6:47
7. High Flyin' Bird (Billy Edd Wheeler) – 5:30
8. Jesus' Chariot (She'll Be Coming Round the Mountain) (Traditional; Arrangiamento: Young) – 5:38
9. This Land Is Your Land (Woody Guthrie) – 5:26
10. Wayfarin' Stranger (Traditional; Arrangiamento: Burl Ives) – 3:07
11. God Save the Queen (Thomas Augustine Arne; Arrangiamento medley: Young) – 4:08

## Formazione
- Neil Young – voce, chitarra
- Billy Talbot – basso, voce
- Ralph Molina – batteria, voce
- Frank "Poncho" Sampedro – chitarra, voce

Personale aggiuntivo
- Dan Greco – piatti orchestrali, tamburello
- Coro Americana - voce
- Pegi Young – voce in This Land is Your Land
- Stephen Stills –  voce in This Land is Your Land